# 박영옥 (1929년)
박영옥(朴榮玉, 1929년 10월 30일 ~ 2015년 2월 21일)은 김종필의 아내이자 박정희 전 대통령의 친형인 박상희의 맏딸이다.

## 생애
1929년 10월 30일(음력 9월 28일) 경상북도 구미에서 박상희와 조귀분의 장녀로 태어났다. 1946년 10월 5일에 아버지 박상희가 사망하였다. 숙명여자대학교 국문학과 졸업. 모교인 구미국민학교 교사로 일하던 중 1951년 박정희 전 대통령의 소개로 김종필과 만나 같은해 2월 15일에 결혼했다. 1963년 2월 25일에 순회대사 자격으로 숙모이자 대통령 박정희의 아내 육영수와 동남아 구주여행길에 나서기도 하였다. 양지회의 회장직과 한국여성테니스협회 회장직 등을 역임했다.
2008년 뇌졸중으로 쓰러진 뒤에 투병했다. 그리고 2014년에는 척추협작증과 요관암으로 투병을 하다가, 2015년 2월 21일 숙환으로 별세했다(향년 85세).

## 가계
- 증조부 : 박영규
- 조부 : 박성빈
- 조모 : 백남의
- 부친 : 박상희 (朴相熙 1905년 9월 10일[2]~1946년 10월 6일-향년42살)
- 외조부 : 조씨
- 모친 : 조귀분 (趙貴粉 1908년 12월 16일[3]~1992년 11월 14일-향년85살)
  - 여동생 : 박계옥 1937.03.02(01.20)
  - 여동생 : 박화자 1940.09.26(08.25)
  - 여동생 : 박금자 1943.01.23(12.18)
  - 여동생 : 박설자 1945.08.01(06.24)
  - 남동생 : 박준홍 1947.01.26(01.05)
  - 올케 : 윤경임 1956년 生
  - 조카 : 박순용 1983년 生
  - 조카 : 박주영 1986년 生
- 배우자 : 김종필(1926년 양력 1월 7일)
  - 딸 : 김예리(1951년 양력 12월 27일)
  - 아들 : 김진(1961년 양력 9월 3일~2023년 12월 4일-향년 62세)

## 같이 보기
- 김종필
- 박상희
- 박정희
- 박근혜
- 박지만
- 김옥윤